# 小行星4121
小行星4121（4121 Carlin）是一颗绕太阳运转的小行星，为主小行星带小行星。该小行星于1986年5月2日发现。

## 轨道参数
小行星4121的轨道半长轴为2.3738331 UA，离心率为0.254。